# Брајан Шо
Брајан Кит Шо (енгл. Brian Keith Shaw; Палмдејл, Калифорнија, 22. март 1966) бивши је амерички кошаркаш, а садашњи кошаркашки тренер. Играо је на позицијама плејмејкера и бека.

## Успеси

### Клупски
- Лос Анђелес лејкерси:
  - НБА (3): 1999/00, 2000/01, 2001/02.

### Репрезентативни
- Светско првенство:  1986.

### Појединачни
- Идеални тим новајлија НБА — друга постава (1): 1988/89.